# I 5 Rizzo
I 5 Rizzo erano un gruppo musicale italiano fondato nel 1960.

## Storia
Il gruppo venne fondato dai fratelli Guido e Luciano Rizzo. In breve tempo si esibirono in tutta Italia proponendo cover di canzoni note e brani rock and roll; vennero quindi notati da un talent scout che gli propose un contratto discografico prima con la RCA Italiana e poi con la Odeon, etichetta per cui incideranno negli anni successivi. Nel 1964 pubblicano il loro unico album LP, contenente alcuni brani strumentali, nello stile degli Shadows; negli anni successivi si avvicinano al beat. Dopo lo scioglimento del gruppo, nel 1966, i due fratelli Rizzo continuano l'attività musicale in duo, trasferendosi ad Alassio. Enzo Martella invece si trasferisce a Roma per collaborare, negli studi  dalla RCA Italiana, come tecnico del suono.

## Formazione
- Guido Rizzo - chitarra
- Luciano Rizzo - basso
- Nicola Corbascio - pianoforte
- Nicola Pascale - sax tenore
- Enzo Martella - batteria

## Discografia
Album in studio
- 1964 - Guitar Theme (Odeon, MOBQ 9001)

Singoli
- 1962 - Chiedimi perdono/Gli sposati (Odeon, MSOQ 5313)
- 1962 - Hey! baby/Come sempre (Odeon, MSOQ 5317)
- 1962 - Chariot/Drin drin cha cha cha (Odeon, MSOQ 5318)
- 1962 - Confidenza/Notte di serenata (Odeon, MSOQ 5323)
- 1963 - Pipeline/Sidewalk Serenade (Odeon, MSOQ 5339)
- 1963 - La cavalcata/Pony Express (Odeon, MSOQ 5340)
- 1963 - Toro seduto/Primavera messicana (Odeon, MSOQ 5351)
- 1964 - Comin' home baby/T'amo così (Odeon, MSOQ 5357)
- 1965 - The Rocket Man/Blue Jeans (Odeon, MSOQ 5362)
- 1965 - Per una chitarra/La luna (Odeon, MSOQ 5363)
- 1966 - La libertà/Vieni a ballare lo shake (Odeon, MSOQ 5366)
- 1966 - Siamo giovani/Indiana (Odeon, MSOQ 5368)